# Sonate in F majeur voor viool en piano
Sonate in F majeur voor viool en piano is een compositie van Christian Sinding. Het was zijn derde sonate voor viool en piano en tevens zijn laatste. Er verschenen nog tal van werkjes voor diezelfde combinatie, maar Sinding was geen liefhebber van standaardvormen binnen de klassieke muziek gezien zijn beperkt oeuvre aan dergelijke werken.
De delen zijn:
1. Allegro con brio
2. Andante cantabile
3. Deciso ma non troppo allegro

Bernhard Dessau (1 maart 1861-28 april 1924) was violist en dirigent, ten tijde van deze compositie was hij concertmeester van de voorloper van Staatsoper Unter den Linden (Hofoper).